# Túlfeszültség

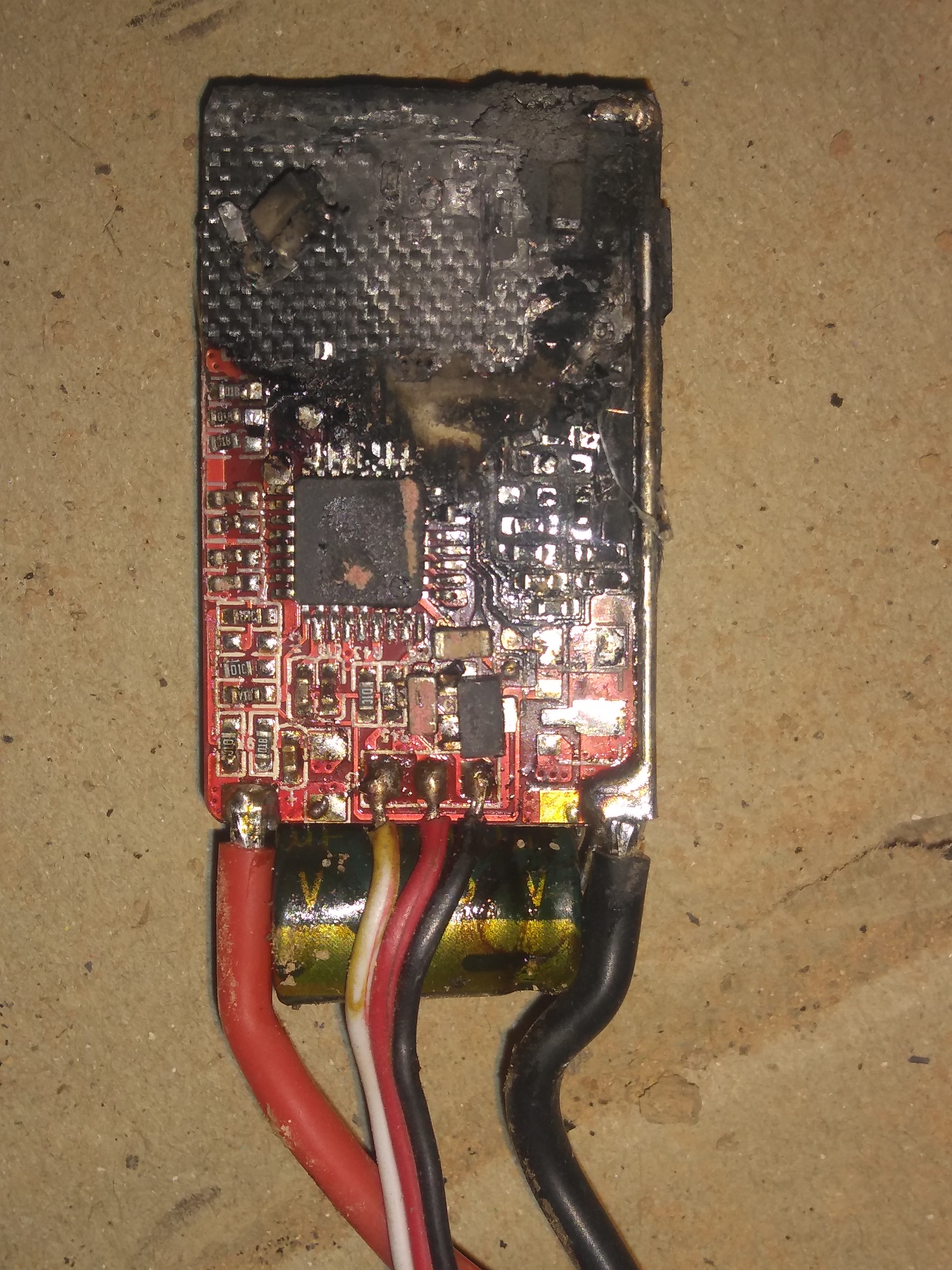
Egy túlfeszültség miatt sérült áramkör

Túlfeszültségnek nevezzük azt a jelenséget, amikor egy elektronikus vagy elektromos berendezés a bemenetein vagy az áramellátás felől a várhatónál nagyobb feszültséget kap, illetve ha bármi oknál fogva a berendezés két pontja között a tervezettnél nagyobb elektromos feszültségkülönbség alakul ki.
Számszerűsítés nélkül akkor nevezzük az ilyen, névleges értéknél nagyobb feszültséget túlfeszültségnek, ha az a berendezésben meghibásodást okoz, illetve, ha a berendezést túlfeszültség elleni védelemmel kell ellátni, mivel egyébként kárt szenvedne.
Például egy 12 V-ról működő berendezés tartósan működőképes maradhat 18 vagy akár 24 V-on is, azonban 230 V-ra kapcsolva szinte bizonyosan tönkremegy.
Nem elhanyagolható az időtényező szerepe, ugyanis ha a túlfeszültség csak nagyon rövid ideig tart, esetleg nem tud akkora energiát leadni, ami kárt okozna.
A hibás kapcsolások, csatlakoztatások mellett túlfeszültség juthat egy berendezésre villámlás, a közelben lévő nagyobb teljesítményű elektromos berendezés ki- vagy bekapcsolásakor elektromágneses csatolás és indukció, vagy sztatikus feltöltés következtében is.
A „túlfeszültség” fogalma nem feltétlenül jelent „nagy” feszültséget; valószínű, hogy egy 1,5 V-ra tervezett készülék 9 V-ra kapcsolva tönkremegy (ami pedig önmagában nem nagy érték).

## Túlfeszültség elleni védekezés
Magában foglalja a műszaki paraméterek bizonyos fokú ráhagyásos tervezését (a fenti példában 12 V helyett 24 V-on való működés bizonyos ideig), illetve külső eszközökkel a túlfeszültség elvezetését. Ez utóbbi esetben a túlfeszültségvédő vagy tönkremegy vagy más módon megszakítja az elektromos áram útját, és a normál üzem bizonyos idő eltelte után visszakapcsolható.
A háztartásban használatos eszközök túlnyomó része nem rendelkezik túlfeszültség elleni védelemmel (csak ráhagyásos tervezéssel), ezért az értékesebb berendezések védelméről külső eszközzel kell gondoskodni (ez általában egy szünetmentes áramforrás).